# Borat Ali Fadaie Heravi
Borat Ali Fadaie Heravi, Dari: براتعلی فدایی , alternatieve spellingen: Barat Ali, Boratali, (Herat, 1929 (?) - aldaar, 2021) is een van de meest bekende Afghaanse dichters. Hij werkte tevens als overheidsfunctionaris in onder andere Herat.
Hij begon op vijfjarige leeftijd op een Koranschool in zijn geboorteplaats te leren lezen en schrijven. Toen hij tien jaar oud was begon hij met het lezen van inhoudelijk moeilijk te begrijpen boeken, waaronder boeken van oude Afghaanse dichters. Voor het eerst werden zijn gedichten in 1955 in de plaatselijke krant Ettefaq-e Islam en in Majalle-e Adabi-e Herat gepubliceerd.
In 1970 werd hij aangesteld als voorzitter van het Landelijke Rehabilitatie en Ontwikkeling in de provincie Badghis.
In 1973 ging hij met pensioen en in hetzelfde jaar richtte hij de Anjoman-e Doostdaran-e Sokhan (Dari: انجمن دوستداران سخن) (Vereniging voor gedichtenliefhebbers) op die aanvankelijk veertig leden telde. In 1979 vluchtte hij met zijn familie, wegens de Sovjetinvasie in Afghanistan, naar Iran. In 1986 blies hij met een paar oude leden de Vereniging nieuw leven in.
Zijn gedichtenbundel Harim-e Raz (Dari: حریم راز) die uit drie verschillende delen, namelijk Faryad-e Khoon (Dari: فریاد خون), Ganj-e Asrar (Dari: گنج اسرار) en Raz-e Sokhan (Dari: راز سخن) bestaat, is uitgebracht. Na de oorlog keerde Fadaie terug naar zijn geboorteplaats. Vanwege ziekte en ouderdom was hij niet langer actief. Uit eerbetoon voor de dichter bouwden zijn bewonderaars in de jaren voorafgaand aan zijn dood een tombe voor hem.